# Krasnogorski (cidade)
Krasnogorsk ou Krasnogorski (em russo:  Красногорск,IPA: [krəsnɐˈgorsk]) é uma cidade e centro administrativo do distrito de Krasnogorsky, no Oblast de Moscou, na Rússia, localizada às margens do rio Moscou, adjacente à fronteira noroeste de Moscou. Tem uma população de 187.634 habitantes (censo de 2021)  

## História
Um assentamento de tipo urbano foi estabelecido aqui em 1932, ao qual foi concedido o status de cidade em 1940.

### Ataque terrorista de 2024
Em 22 de março de 2024, terroristas abriram fogo e detonaram explosivos num ataque coordenado ao espaço musical Crocus City Hall, matando mais de 100 pessoas e ferindo outras cem. O Estado Islâmico de Coraçone (EI-C), uma afiliada regional do Estado Islâmico com sede no Sul e Centro da Ásia, assumiu a responsabilidade.

## Estatuto administrativo e municipal
No âmbito das divisões administrativas, Krasnogorsk serve como centro administrativo do distrito de Krasnogorsky. Como divisão administrativa, é, juntamente com duas localidades rurais, incorporada no distrito de Krasnogorsky como a Cidade de Krasnogorsk. Como divisão municipal, a cidade de Krasnogorsk é incorporada ao Distrito Municipal de Krasnogorsky como Assentamento Urbano de Krasnogorsk.

## Economia
A cidade é conhecida por ser sede da empresa Krasnogorsky Zavod, que produziu lá as câmeras Zorki, Zenit e Krasnogorsk do século XIX até o início dos anos 1990. O brasão reconhece isso apresentando um prisma e raios de luz.

## Esportes
A cidade é sede do time de bandy Zorky Krasnogorsk, ex- campeões nacionais masculinos (três títulos, um para a União Soviética, um para a Comunidade dos Estados Independentes (a única temporada em que o título foi disputado) e um para a Rússia). O clube também se sagrou campeão nacional feminino. Sua arena, o Zorky Stadium, tem capacidade para 8 mil pessoas.

## Cidade-irmãs
Krasnogorsk está geminado com: 
- Antibes, França
- Goirle, Países Baixos
- Höchstadt an der Aisch, Alemanha
- Karelichy, Belarus
- Slivnitsa, Bulgária
- Tukums, Letônia
- Wągrowiec, Polônia